# Okręg wyborczy Dawson
Okręg wyborczy Dawson (ang. Division of Dawson) – jednomandatowy okręg wyborczy do Izby Reprezentantów Australii, położony w północnej części wybrzeża stanu Queensland. Pierwsze wybory odbyły się w nim w 1949 roku, zaś jego patronem jest były premier Queenslandu Anderson Dawson, uważany w australijskiej historiografii za pierwszego, w ustroju parlamentarnym, socjalistycznego szefa rządu na świecie. 

## Lista posłów
| okres urzędowania | poseł              | przynależność                        |
| ----------------- | ------------------ | ------------------------------------ |
| 1949-1963         | Charles Davidson   | Partia Wiejska                       |
| 1963-1966         | George Shaw        | Partia Wiejska                       |
| 1966-1975         | Rex Patterson      | Australijska Partia Pracy            |
| 1975-1996         | Ray Braithwaite    | Narodowa Partia Australii            |
| 1996-2007         | De-Anne Kelly      | Narodowa Partia Australii            |
| 2007-2010         | James Bidgood      | Australijska Partia Pracy            |
| od 2010           | George Christensen | Liberal National Party of Queensland |

źródło: 